# Chruli
Chruli (ukr. Хрулі) – wieś na Ukrainie, w obwodzie połtawskim, w rejonie połtawskim, w hromadzie Zawodśke. W 2001 liczyła 121 mieszkańców, spośród których 117 wskazało jako ojczysty język ukraiński, a 4 rosyjski.